# انتخابات پارلمانی اسلوونی (۲۰۲۲)
انتخابات پارلمانی در اسلوونی برای برگزیدن اعضای پارلمان این کشور در ۲۴ آوریل ۲۰۲۲ برگزار گردید. حزب حاکم دموکرات اسلوونی، به رهبری نخست‌وزیر یانز یانشا، در برابر رقیب خود رابرت گولوب از حزب جنبش آزادی شکست را پذیرفت. حزب اسلوونی جدید سوم شد و پس از آن سوسیال دموکرات و حزب چپ قرار گرفتند که هر دو کنار رفتند. فهرست ماریان سارک و حزب آلنکا براتوشک به زیر۴٪ سقوط کردند و هیچ کرسی به دست نیاوردند. مشارکت در انتخابات ۷۰٪ بود که نسبت به دو انتخابات قبلی افزایش قابل توجهی را نشان می‌دهد (۵۲/۶۳٪ در سال ۲۰۱۸ و ۵۱/۷۱ ٪ در سال ۲۰۱۴).

## نظام انتخاباتی

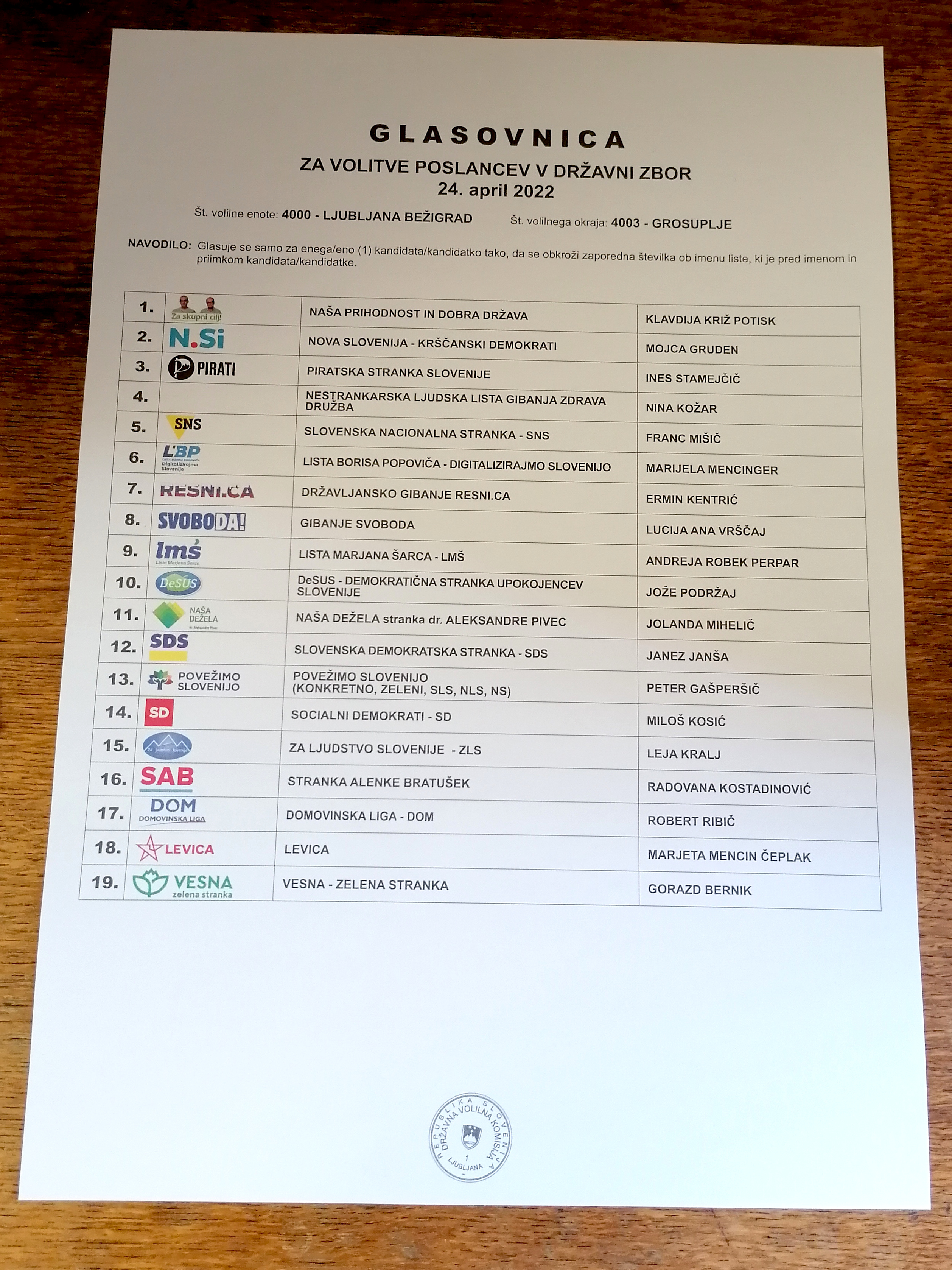
اعضا و برندهای انتخابات

۹۰ عضو شورای ملی به دو روش انتخاب می‌شوند. ۸۸ کرسی از طریق لیست باز نمایندگی تناسبی در هشت حوزه انتخابیه که در هر حوزه ۱۱ کرسی انتخاب می‌شوند و کرسی‌ها با استفاده از سهمینه به احزاب در سطح حوزه انتخابیه اختصاص می‌یابد. نمایندگان منتخب با رتبه‌بندی همه نامزدهای یک حزب در یک حوزه انتخابیه بر اساس درصد آرایی که در ناحیه خود کسب کرده‌اند، مشخص می‌شوند. کرسی‌هایی که تخصیص نیافته باقی می‌مانند با استفاده از روش دهونت که با آستانه انتخاباتی۴ ٪ به احزاب در سطح ملی اختصاص می‌یابد. اگرچه کشور به ۸۸ حوزه انتخاباتی تقسیم شده‌است، اما نمایندگان از هر ۸۸ حوزه انتخاب نمی‌شوند. در برخی نواحی بیش از یک معاون انتخاب می‌شوند، که در نتیجه برخی از نواحی معاون منتخب ندارند (به عنوان مثال، ۲۱ حوزه از ۸۸ حوزه انتخاباتی در انتخابات ۲۰۱۴ معاون منتخب نداشتند). احزاب باید حداقل ۳۵٪ از لیست‌های خود را از هر جنسیت داشته باشند، مگر در مواردی که برای این لیست‌ها فقط سه نامزد و حداقل یک نامزد از هر جنسیت وجود داشته باشد.
دو معاون دیگر توسط اقلیت ایتالیایی و مجارستانی انتخاب می‌شوند. رأی‌دهندگان همه نامزدها را در برگه رأی با استفاده از اعداد رتبه‌بندی می‌کنند (۱ بالاترین اولویت است). زمانی که یک رای‌دهنده به آنها رتبه اول را بدهد، به یک نامزد بیشترین امتیاز (برابر تعداد نامزدهای روی برگه رای) تعلق می‌گیرد. نامزدی که بیشترین امتیاز را کسب کند برنده است.

## جدول زمانی
- ۶ ژانویه ۲۰۲۲: به دنبال تصمیم دادگاه حقوق بشر اروپا در کمیته سازماندهی و ثبت پرونده حزب کمونیست رومانی علیه رومانی، که در آن دادگاه حقوق بشر اروپا تصمیم رومانی مبنی بر امتناع از ثبت یک حزب سیاسی را تأیید کرد که از حزب سابق فاصله نگرفت. رژیم کمونیستی، ویلی کواچیچ از دادگاه قانون اساسی خواست تا در مورد جاری کردن برنامه چپ و اقدامات چپ و سوسیال دموکرات در قانون اساسی تصمیم‌گیری کند. این جانشین قانونی اتحادیه کمونیست‌های اسلوونی است.
- ۱۲ ژانویه ۲۰۲۲: رئیس مجلس، ایگور ایگور زورچیک، عضو سابق حزب مرکز مدرن، حزب جدیدی به نام لیبرال دموکرات‌ها را تأسیس کرد.
- ۲۶ ژانویه ۲۰۲۲: رابرت گولوب، وزیر امور خارجه سابق در وزارت اقتصاد در کابینه نخست‌وزیر یانز درنوشک و مدیر عامل GEN-i، به عنوان رئیس حزب اقدامات سبز انتخاب شد و نام آن را به جنبش آزادی تغییر داد.

## مشخصات رهبران
- یانز یانشا
حزب دموکراتیک اسلوونی
۶۳ سال سن
 مشخصات: مطالعات دفاعی
پیشینه: سیاستمدار
نخست‌وزیر (۰۸–۲۰۲۴, ۱۳–۲۰۱۲), وزیر دفاع (۱۹۹۰–۹۴، ۲۰۰۰), عضو پارلمان (۱۹۹۰–۲۰۲۰)
- ماریان سارک
حزبLMS
سن ۴۴ سال 
تحصیلات: بازیگری
پیشینیه: سیاستمدار، کمدین
نخست‌وزیر (۲۰۱۸–۲۰۲۰)، عضو پارلمان (۲۰۱۸-)
- ترانیا فایون
حزب دموکرات اسلوونی
سن ۵۰ سال
تحصیلات: خبرنگار، سیاست بین‌الملل
پیشینه: سیاست‌مدار، خبرنگار
پارلمانتر (۲۰۰۹-)
- زدراوکو پوچیوالشک
حزب PoS 
سن:۶۴ سال
تحصیلات:کشاورزی
پیشینه: سیاستمدار، تاجر
وزیر اقتصاد (۲۰۱۴-)
- لوکا مسک
 حزب لویکا اسلوونی
سن:۳۴ سال
تحصیلات: مطالعات اروپایی
پیشینه: سیاستمدار، کنشگر
پارلمانتر(۲۰۱۴-)
- ماتی تونین
حزب اسلوونی جدید
سن: ۳۸ سال
تحصیلات: سیاست‌شناسی
پیشینه: سیاستمدار، تاجر
وزیردفاع (۲۰۲۰-), سخنگوی پارلمان(۲۰۱۸), پارلمانتر(۲۰۱۴-)
- آلنکا براتوشک
حزبSAB 
سن: ۵۱ سال 
تحصیلات: منسوجات، مدیریت 
پیشینه: سیاستمدار، خدمات شهری
نخست‌وزیر (۲۰۱۳–۲۰۱۴), وزیر زیرساخت (۲۰۲۰–۲۰۱۸), پارلمانتر (۲۰۱۱–۲۰۱۸، ۲۰۲۱-)
- زماگو یلنچیچ نجیب
حزب ملی اسلوونی 
سن: ۷۴ سال 
تحصیلات: داروساز، دیپلمات
پیشینه: سیاستمدار، خدمات مدنی
پارلمانتر (۱۹۹۰–۲۰۱۱، ۲۰۱۸-)
- آلکساندرا پیویچ
حزب اسلوونی کشور ما 
سن: ۴۹ سال
تحصیلات: مهندسی شیمی 
پیشینیه: سیاستمدار، محقق
وزیر کشاورزی(۲۰۱۸–۲۰۲۰), وزیر امور خارجه (۲۰۱۷–۲۰۱۸)